# 長谷川貞信 (4代目)
4代目長谷川 貞信（はせがわ さだのぶ、大正3年（1914年）12月16日 ‐ 平成11年（1999年）5月2日）は大阪の浮世絵師。文楽の絵看板を多数手がけた。

## 来歴
3代目長谷川貞信の長男。名は徳三。幼少より祖父、父のもとで絵を学び、上方絵の伝統的画法の修行を重ねつつ成長した。青年時代は始め、2代目信広と名乗り、昭和15年（1940年）に父（3代目小信）が3代目貞信を襲名した後に4代目長谷川小信を襲名した。その後、昭和43年（1968年）から、4代目長谷川貞信と名乗った。昭和38年（1963年）に文楽協会が設立された時、道頓堀文楽座から改名した「朝日座」の支配人が貞信宅を訪れ「上方絵を残したい」と文楽の絵看板を依頼したが、「看板は描けへんから」と一旦は断ったという。しかし、上方絵を後世に残すことを考えて引き受け、以後、公演ごとに描き続けた。その看板絵は現在、国立文楽劇場を軸にしておよそ200～300枚残っているといわれる。
主に肉筆浮世絵、芝居絵、風景画、風俗画を描いたが、歌舞伎の番付などの原画や文楽の劇場看板に新境地を開き、大阪府枚方市にあるひらかたパークの菊人形の振付原画なども手掛けている。また、菊人形のポスター、パンフレット表紙などの原画作成にあたり、その構図や色彩に独特の世界を創出してきた。大阪の日本画美術団体有秋会に属し、代表委員として新人育成にも努めた。こうした長年の文化功労に対して、昭和49年（1974年）に大阪市から市民表彰を授与された。平成11年（1999年）5月2日、腎不全で死去した。享年84。　

## 参考図書
- 浮世絵の基礎知識　吉田漱、雄山閣、1987年
- 日本人名大辞典　上田正昭他、講談社、2001年